# Piłka nożna kobiet w Polsce
W Polsce piłkarskie kobiece zespoły klubowe rywalizują na sześciu szczeblach ligowych: Ekstralidze, I lidze, II lidze (2 grupy), III lidze (4 grupy), IV lidze (11 grup), V lidze (1 grupa) oraz w Pucharze Polski. W sezonie 2019/2020 we wszystkich krajowych rozgrywkach wzięło udział 235 drużyn zrzeszonych w 211 klubach, co stanowiło spadek o 7% w stosunku do sezonu 2018/2019.

## Historia
Na ziemiach polskich kobiety zaczęły uprawiać piłkę nożną już na początku XX wieku. Gry miały wówczas charakter wyłącznie towarzyski i nieoficjalny. Najczęściej były to pojedyncze mecze, rzadziej turnieje, nie prowadzono jednak żadnych zorganizowanych rozgrywek. We wrześniu 1921 r. utworzono w Poznaniu pierwszą w historii kobiecą drużynę piłkarską, stanowiącą jedną z sekcji Towarzystwa Sportowego Unja Poznań. Już w październiku 1921 r. rozegrała ona swe premierowe spotkanie z - jak donosił dwutygodnik „Sport Polski” - „żeńską drużyną gdańską”, której nazwa do dziś pozostaje zagadką. Z uwagi na brak konkurencji sekcję w 1922 r. rozwiązano. Jednak w tym samym roku żeńska sekcja piłki nożnej powstała w Zorzy Poznań.
Reaktywacja kobiecej piłki nożnej nastąpiła w latach 50. Latem 1957 r. powstała pierwsza w powojennej Polsce kobieca drużyna piłki nożnej. Utworzono ją przy katowickim klubie Kolejarz. 1 września 1957 w Katowicach odbył się pierwszy mecz pomiędzy drużynami Kolejarza Katowice i Kolejarza Szczecin. Katowiczanki wygrały 1:0. Pojedynek anonsowany był jako pierwszy w historii Polski. W 1957 r. drużyny kobiece zorganizowały również: Polonia Warszawa, Widzew Łódź, Korona Kraków, Ślęza Wrocław i Kolejarz Opole.
W kolejnych latach organizowano mecze towarzyskie lub pokazowe. Duża trudnością była mała liczba drużyn. W 1971 r. zorganizowano w Szczecinie mecz o Puchar Polskiej Żeglugi Morskiej, w którym reprezentacja Szczecina pokonała reprezentację Gdańska 5:0. W tym samym roku z okazji Dnia Kobiet tygodnik „Prometej” zorganizował w Rzeszowie turniej, na który zaproszono zespoły reprezentujące Kraków, Lublin, Rzeszów oraz „Express Wieczorny”. Do wzięcia udziału w kolejnej edycji turnieju (w 1972 r.) zaproszono mistrza Słowacji – Duklę Preszów. Przez kilka kolejnych lat turnieje te były najważniejszymi imprezami piłkarstwa kobiecego w Polsce.
W 1971 r. w Gdyni z inicjatywy Romana Bieszke założono TKKF Checz. W tym samym roku w Szczecinie powstał TKKF Mors. Trzy lata później w Sosnowcu z inicjatywy redaktora Jana Zielińskiego i działacza OZPN-u Maurycego Wieczorka utworzono sekcję piłki nożnej kobiet w tamtejszych Czarnych, której opiekunami zostali: Irena Półtorak i Tadeusz Maślak. Pionierami kobiecej piłki nożnej w Polsce były również: Korona Kraków, Garbarnia Kraków, Karolinki Jaworzyna Śląska, Walter Radom, Irena Wrocław, Telpod Kraków oraz Polam Warszawa.
W 1975 r. odbyły się pierwsze, nieoficjalne mistrzostwa Polski kobiet, które wygrała Checz Gdynia. Gdynianki zwyciężały także w kolejnych edycjach mistrzostw w latach: 1976, 1978 i 1979. Rok 1979 okazał się przełomowy dla rozwoju piłkarstwa kobiecego w Polsce. Podczas konferencji Głównego Komitetu Kultury Fizycznej i Sportu postanowiono utworzyć Komisję do Spraw Piłki Nożnej Kobiet, a także, począwszy od jesieni, organizować Mistrzostwa Polski. Triumfatorkami pierwszej edycji (tj. sezonu 1979/1980) zostały Czarne Sosnowiec, które pięć lat później wywalczyły również premierowy Puchar Polski.
27 czerwca 1981 swoje pierwsze oficjalne spotkanie międzypaństwowe rozegrała żeńska reprezentacja narodowa. Polki uległy w Katanii Włoszkom 0:3. 12 lipca 1984 „Biało-Czerwone” zadebiutowały przed własną publicznością, ulegając w Piotrkowie Trybunalskim Czechosłowacji 1:4. 1 października 2001, podczas turnieju w Bernie, ówczesne mistrzynie Polski AZS Wrocław pokonały Hapoel Tel Awiw 7:0 i był to debiut polskiej drużyny klubowej w nowo utworzonym Pucharze Europy. W 2004 r. „Akademiczki” awansowały do II rundy rozgrywek. 
W 2025 po raz pierwszy w historii polskie piłkarki awansowały na wielką imprezę – EURO 2025 w Szwajcarii poprzez wygranie meczów barażowych z Rumunią i Austrią. Przegrały z Niemkami 0:2 i Szwedkami 0:3. Na koniec fazy grupowej pokonały Dunki 3:2. To było pierwsze zwycięstwo na wielkiej imprezie oraz pierwsze bramki i punkty. Pierwszą bramkę strzeliła Natalia Padilla-Bidas.

## Rozgrywki krajowe
Najbardziej utytułowanym klubem są Czarni Sosnowiec. Zespół z Sosnowca trzynastokrotnie wywalczył Mistrzostwo Polski, trzynastokrotnie Puchar Polski, a ośmiokrotnie zdobył tzw. podwójną koronę.
| Sezon   | Mistrz                    | Wicemistrz                | Puchar Polski             |
| ------- | ------------------------- | ------------------------- | ------------------------- |
| 1979/80 | Czarni Sosnowiec          | Checz Gdynia              | –                         |
| 1980/81 | Czarni Sosnowiec          | Pafawag Wrocław           | –                         |
| 1981/82 | Pafawag Wrocław           | Iskra Szczecin            | –                         |
| 1982/83 | Pafawag Wrocław           | Czarni Sosnowiec          | –                         |
| 1983/84 | Czarni Sosnowiec          | Pafawag Wrocław           | –                         |
| 1984/85 | Czarni Sosnowiec          | Pafawag Wrocław           | Czarni Sosnowiec          |
| 1985/86 | Czarni Sosnowiec          | Pafawag Wrocław           | Pafawag Wrocław           |
| 1986/87 | Czarni Sosnowiec          | Pafawag Wrocław           | Czarni Sosnowiec          |
| 1987/88 | Zagłębianka Dąbrowa Górn. | Pafawag Wrocław           | Pafawag Wrocław           |
| 1988/89 | Czarni Sosnowiec          | Zagłębianka Dąbrowa Górn. | Czarni Sosnowiec          |
| 1989/90 | Zagłębianka Dąbrowa Górn. | Pafawag Wrocław           | Zagłębianka Dąbrowa Górn. |
| 1990/91 | Czarni Sosnowiec          | Zagłębianka Dąbrowa Górn. | Stilon Gorzów Wlkp.       |
| 1991/92 | Stilon Gorzów Wlkp.       | Czarni Sosnowiec          | Stilon Gorzów Wlkp.       |
| 1992/93 | Piastunki Gliwice         | Stilon Gorzów Wlkp.       | Stilon Gorzów Wlkp.       |
| 1993/94 | Piastunki Gliwice         | Stilon Gorzów Wlkp.       | Sparta Złotów             |
| 1994/95 | Stilon Gorzów Wlkp.       | Czarni Sosnowiec          | Czarni Sosnowiec          |
| 1995/96 | Stilon Gorzów Wlkp.       | Czarni Sosnowiec          | Czarni Sosnowiec          |
| 1996/97 | Czarni Sosnowiec          | Stilon Gorzów Wlkp.       | Czarni Sosnowiec          |
| 1997/98 | Czarni Sosnowiec          | Podgórze Kraków           | Czarni Sosnowiec          |
| 1998/99 | Czarni Sosnowiec          | Podgórze Kraków           | Czarni Sosnowiec          |
| 1999/00 | Czarni Sosnowiec          | AZS Wrocław               | Czarni Sosnowiec          |
| 2000/01 | AZS Wrocław               | Czarni Sosnowiec          | Czarni Sosnowiec          |
| 2001/02 | AZS Wrocław               | Czarni Sosnowiec          | Czarni Sosnowiec          |
| 2002/03 | AZS Wrocław               | Medyk Konin               | AZS Wrocław               |
| 2003/04 | AZS Wrocław               | Medyk Konin               | AZS Wrocław               |
| 2004/05 | AZS Wrocław               | Czarni Sosnowiec          | Medyk Konin               |
| 2005/06 | AZS Wrocław               | Medyk Konin               | Medyk Konin               |
| 2006/07 | AZS Wrocław               | Gol Częstochowa           | AZS Wrocław               |
| 2007/08 | AZS Wrocław               | Medyk Konin               | Medyk Konin               |
| 2008/09 | Unia Racibórz             | AZS Wrocław               | AZS Wrocław               |
| 2009/10 | Unia Racibórz             | Medyk Konin               | Unia Racibórz             |
| 2010/11 | Unia Racibórz             | Medyk Konin               | Unia Racibórz             |
| 2011/12 | Unia Racibórz             | Medyk Konin               | Unia Racibórz             |
| 2012/13 | Unia Racibórz             | Medyk Konin               | Medyk Konin               |
| 2013/14 | Medyk Konin               | Górnik Łęczna             | Medyk Konin               |
| 2014/15 | Medyk Konin               | Zagłębie Lubin            | Medyk Konin               |
| 2015/16 | Medyk Konin               | Górnik Łęczna             | Medyk Konin               |
| 2016/17 | Medyk Konin               | Górnik Łęczna             | Medyk Konin               |
| 2017/18 | Górnik Łęczna             | Czarni Sosnowiec          | Górnik Łęczna             |
| 2018/19 | Górnik Łęczna             | Medyk Konin               | Medyk Konin               |
| 2019/20 | Górnik Łęczna             | Medyk Konin               | Górnik Łęczna             |
| 2020/21 | Czarni Sosnowiec          | UKS SMS Łódź              | Czarni Sosnowiec          |
| 2021/22 | UKS SMS Łódź              | Górnik Łęczna             | Czarni Sosnowiec          |
| 2022/23 | GKS Katowice              | Górnik Łęczna             | UKS SMS Łódź              |
| 2023/24 | Pogoń Szczecin            | GKS Katowice              | GKS Katowice              |

## Puchar Europy
W Pucharze Europy, AZS Wrocław dwukrotnie zakwalifikował się do II rundy rozgrywek. W tej fazie rywalizowało 16 najlepszych klubowych drużyn Europy.
I edycja (2001)
- 1 października (Berno)  AZS Wrocław –  Hapoel Tel Awiw 7:0 (4:0)
- 3 października (Berno)  AZS Wrocław –  FC Berno 1:3 (0:1)
- 5 października (Berno)  AZS Wrocław –  Arsenal F.C. 1:2 (1:0)

II edycja (2002)
- 25 września (Wrocław)  AZS Wrocław –  HJK Helsinki 0:2 (0:1)
- 27 września (Wrocław)  AZS Wrocław –  FC Sursee 0:1 (0:0)
- 29 września (Oleśnica)  AZS Wrocław –  Bangor City Girls 6:3 (3:2)

III edycja (2003)
- 21 sierpnia (Drøbak)  AZS Wrocław –  Kolbotn IF 2:15 (0:4)
- 23 sierpnia (Drøbak)  AZS Wrocław –  FCF Juvisy-sur-Orge 0:3 (0:2)
- 25 sierpnia (Drøbak)  AZS Wrocław –  University College Dublin 3:0 (1:0)

IV edycja (2004)
- 20 lipca (Wrocław)  AZS Wrocław –  Cardiff City 2:1 (1:1)
- 22 lipca (Wrocław)  AZS Wrocław –  Klaksvikar Itrottarfelag 5:1 (2:0)
- 24 lipca (Wrocław)  AZS Wrocław –  Metalist Charków 2:0 (0:0)

II runda
- 14 września (Poczdam)  AZS Wrocław –  FC Foroni Verona 0:5 (0:2)
- 16 września (Poczdam)  AZS Wrocław –  1.FFC Turbine Potsdam 1:4 (0:2)
- 18 września (Poczdam)  AZS Wrocław –  Montpellier-Herault S.C. 2:0 (1:0)

V edycja (2005)
- 9 sierpnia (Wrocław)  AZS Wrocław –  Arsenał Charków  5:0 (1:0)
- 11 sierpnia (Wrocław)  AZS Wrocław –  AÉK Kokkinochovion Famagusta 11:0 (5:0)
- 24 lipca (Wrocław)  AZS Wrocław –  Maccabi Holon 1:0 (1:0)

II runda
- 13 września (Brøndby)  AZS Wrocław –  Arsenal LFC 1:3 (0:2)
- 15 września (Brøndby)  AZS Wrocław –  Brøndbyernes IF 1:3 (0:0)
- 17 września (Brøndby)  AZS Wrocław –  Łada Togliatti 3:3 (?:?)

VI edycja (2006)
- 8 sierpnia (Strumica)  AZS Wrocław –  ZFK Šćiponjat Hasanbeg 4:1 (2:0)
- 10 sierpnia (Strumica)  AZS Wrocław –  Helsingin Jalkapalloklubi  0:1 (0:0)
- 12 sierpnia (Strumica)  AZS Wrocław –  Frauen FC Zuchwil 05 2:2 (1:1)

VII edycja (2007)
- 9 sierpnia (Neulengbach)  Gol Częstochowa –  Mayo FC 4:1
- 11 sierpnia (Neulengbach)  Gol Częstochowa –  Hibernian LFC 1:4
- 14 sierpnia (Neulengbach)  Gol Częstochowa –  SV Neulengbach 1:8

VIII edycja (2008)
- 4 września (Wrocław)  AZS Wrocław –  Naftochimik Kałusz 0:1
- 6 września (Wrocław)  AZS Wrocław –  FC Levadia Tallin 4:0
- 9 września (Wrocław)  AZS Wrocław –  PAÓK (Saloniki) 4:1

### Liga Mistrzyń
W 2009 r. Puchar Europy został przemianowany na Ligę Mistrzów Kobiet.
IX edycja (2009)
- 30 września (Racibórz)  RTP Unia Racibórz –  SV Neulengbach 1:3
- 7 października (Neulengbach)  SV Neulengbach –  RTP Unia Racibórz 0:1

## Reprezentacja

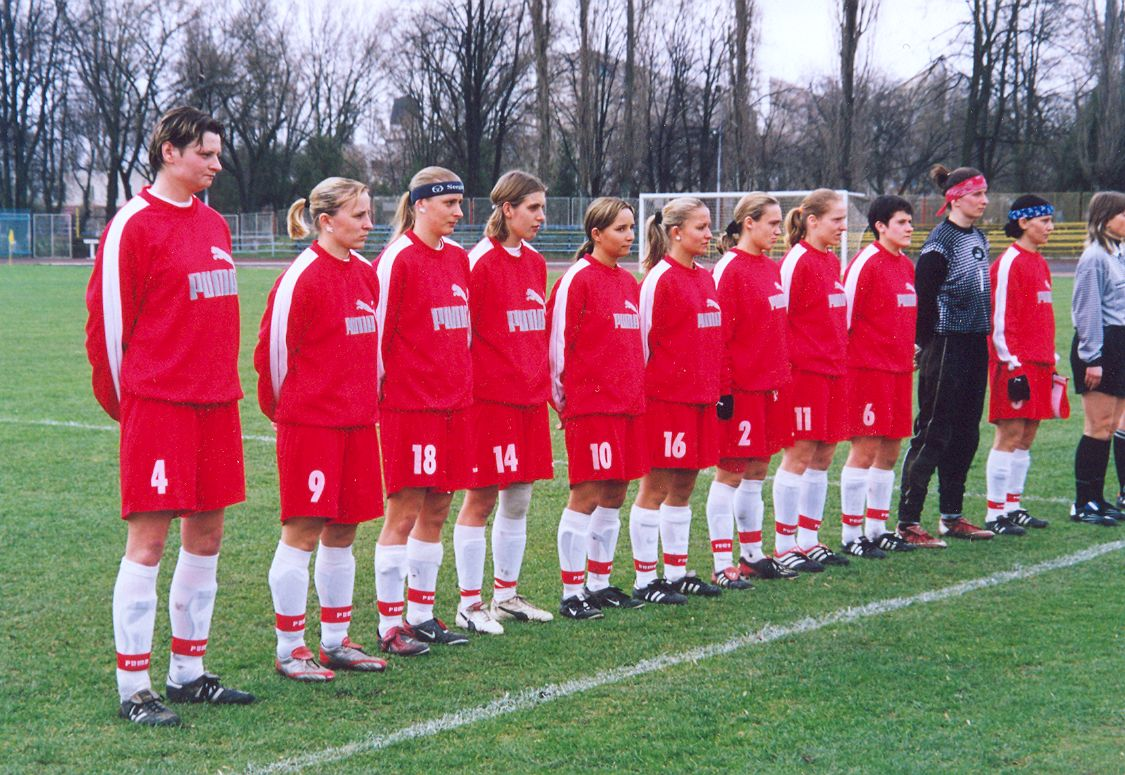
Reprezentacja Polski w piłce nożnej kobiet w 2004 r. przed meczem z Ukrainą.

## Link zewnętrzny
- Rozgrywki kobiece z udziałem polskich drużyn klubowych w sezonie 2024/25